# Saint-Nizier-du-Moucherotte
Saint-Nizier-du-Moucherotte est une commune française située géographiquement dans le massif du Vercors, administrativement dans le département de l'Isère, en région Auvergne-Rhône-Alpes et autrefois rattachée à l'ancienne province du Dauphiné.
La commune est située dans une zone de moyenne montagne en bordure du massif du Vercors septentrional et isérois. Elle a adhéré, le 1er janvier 2001, date de sa création, à la Communauté de communes du Massif du Vercors dont le siège est situé à Villard-de-Lans et appartient au canton de Fontaine-Vercors.
Ce secteur du massif est également connu sous l'appellation des Quatre Montagnes. Celui-ci est également la zone du massif la plus développée économiquement et démographiquement. Saint-Nizier-du-Moucherotte est desservie par une route utilisée par une ligne régulière d'autocars qui la relie à la vallée de l'Isère et aux grandes métropoles de la région Grenoble, dont l'agglomération est très proche.
Sa population qui a dépassé le millier d'habitants en 2008 continue une croissance régulière du fait de sa proximité avec la métropole grenobloise, le cadre montagneux et encore très rural ayant attiré de nombreux actifs qui se rendent quotidiennement dans la vallée.
Le territoire de Saint-Nizier-du-Moucherotte est une des principales entrées routières du Parc naturel régional du Vercors et sa traversée depuis son côté oriental, en provenance de la vallée de l'Isère, permet de découvrir un des plus beaux sites de ce parc avec le Moucherotte et les rochers des Trois Pucelles qui dominent directement le bourg central, sa mairie et son église.
La mairie est située à 1 165 mètres d'altitude et les habitants de la commune sont les Saint-Nizard(e)s.

## Géographie

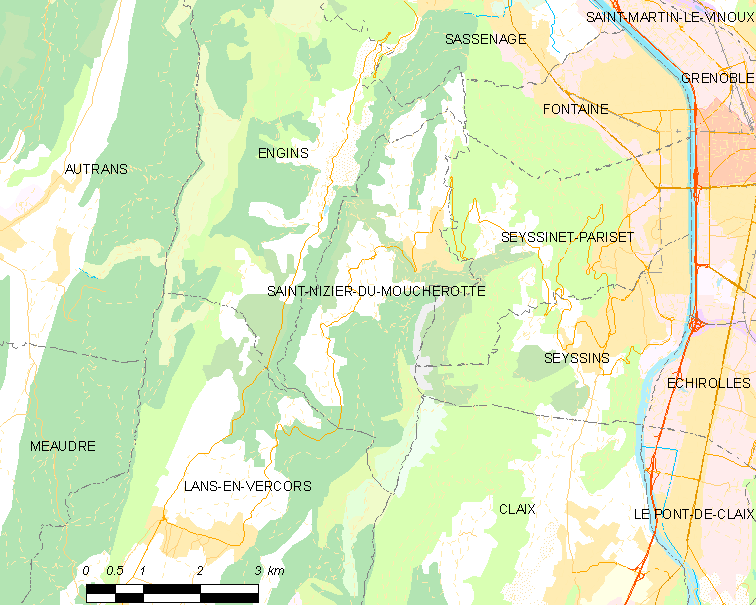
Le plan du territoire saint-nizard.

### Localisation
Le territoire de Saint-Nizier-du-Moucherotte appartient au massif du Vercors, dans les Préalpes françaises, elles-mêmes situées dans le sud-est de la France en région Auvergne-Rhône-Alpes.
Le bourg (Mairie) est situé à exactement 17 km de Fontaine, bureau centralisateur du canton, à 19 km de Grenoble, préfecture de l'Isère, à 120 km de Lyon, préfecture de la région Auvergne-Rhône-Alpes, ainsi qu'à environ 590 km de Paris et 323 km de Marseille.

### Description
La localité de Saint-Nizier-du-Moucherotte est une petite agglomération située en zone de moyenne montagne et son territoire appartient entièrement au parc naturel régional du Vercors, lequel couvre une superficie totale de 206 000 hectares.
Le territoire communal s'aligne, en sa totalité, selon un axe nord-sud, sur les limites orientales des falaises du massif du Vercors qui dominent la vallée du Drac et sa confluence de cette rivière et l'Isère, formant ce qu'on dénomme, habituellement, la « cuvette grenobloise ». Cette cuvette qui héberge l'agglomération grenobloise étant également délimitée par le massif de la Chartreuse et le massif de Belledonne, dont les sommets souvent enneigés sont visibles de la plus grande partie du territoire de Saint-Nizier-du-Moucherotte, offrant ainsi, selon le site de la mairie, un « point de vue unique ».
L'habitat reste assez dispersé le long de cette ligne de crêtes et se présente sous la forme de villas disséminés dans un milieu encore très rural. Il y a très peu d'immeubles sur ce territoire et la plupart d'entre eux, de taille modeste, sont situés à proximité où à l'intérieur du bourg central.
Il s'agit d'un village de moyenne montagne, situé à mi-chemin d'une des deux routes qui relie Grenoble, préfecture de l'Isère et son agglomération à Villard-de-Lans, siège de la Communauté de communes du Massif du Vercors et ancien chef-lieu de canton.
Situé au nord-est du « Pays des Quatre-Montagnes », également dénommé « Val de Lans », le territoire communal se limite :
- au sud par les gorges du Bruyant, affluent du Furon ;
- à l’ouest par la crête rocheuse qui domine les gorges du Furon ;
- à l’est par la Haute crête du Moucherotte ;
- au nord par le rebord d'un plateau légèrement incliné, face à la plaine de Grenoble.

### Géologie et relief

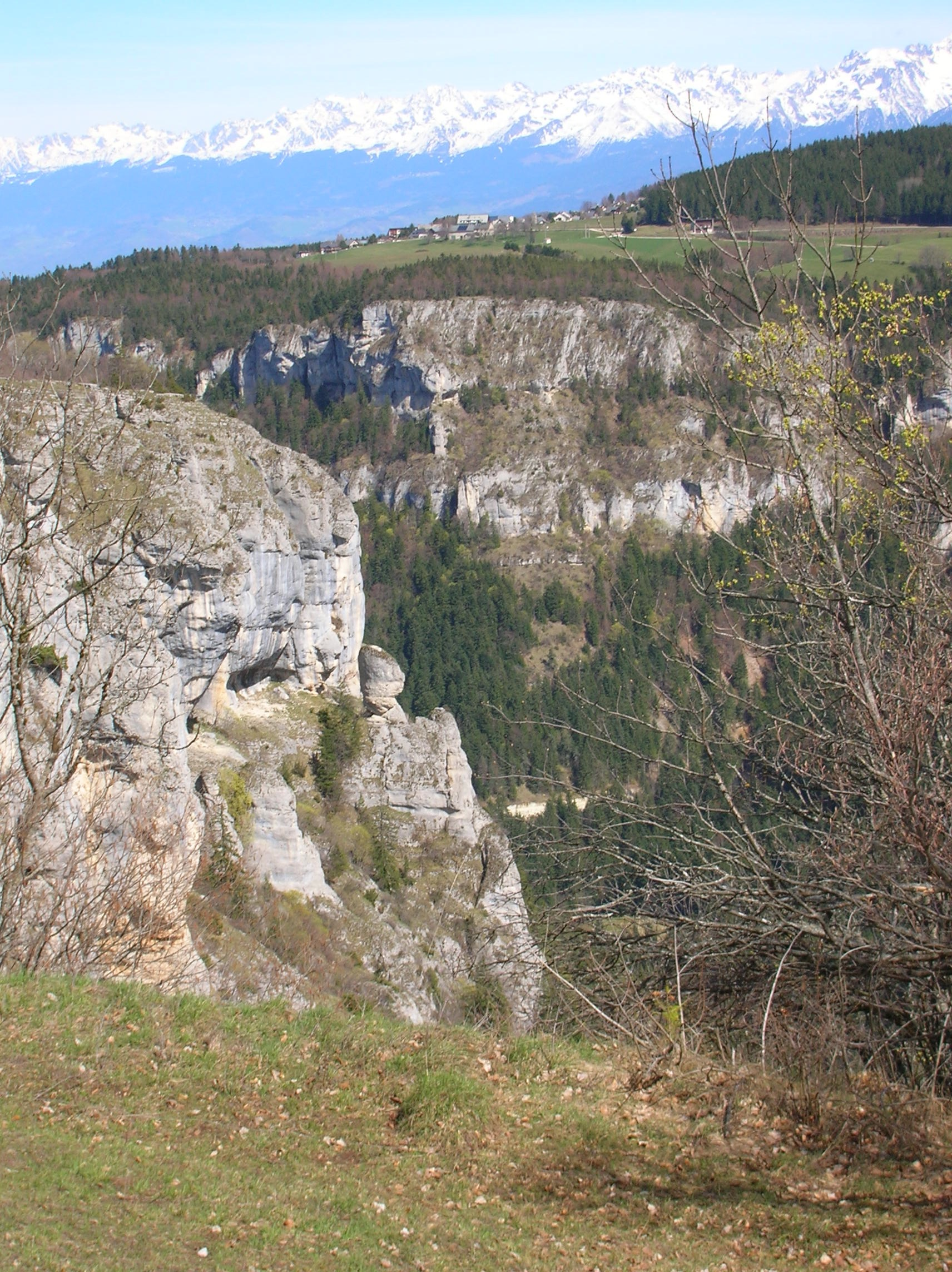
Les gorges du Furon et Saint-Nizier-du-Moucherotte.

Situé aux limites orientales de la commune, le sommet du Moucherotte domine directement le plateau de Saint-Nizier qui constitue, lui-même, la bordure nord-est du val-de-Lans et où on peut découvrir les molasses du Miocène. La crête de cette montagne qui domine également l'agglomération grenobloise est découpée transversalement, ce qui permet de constater que la carapace urgonienne décrit une charnière monoclinale dite « en genou », déversée sur son côté par du Sénonien dans ce qui peut se dénommer un anticlinal.
En pied du versant occidental de cette montagne on peut constater, sur les pentes boisées, le tracé du chevauchement du Moucherotte qui superpose aux molasses miocènes du plateau de Lans, les calcaires à silex du Sénonien de la retombée ouest de l'anticlinal du Moucherotte.
Le bourg de Saint-Nizier et la zone traversée par la route départementale en direction de Seyssinet-Pariset correspond à une zone de diffluence glaciaire qui se définit comme une langue du grand glacier würmien qui reposait sur une grande partie des Alpes du Nord et la vallée de l'Isère à l'époque de cette glaciation.

### Sites géologiques remarquables
Les « bancs stratigraphiques verticaux des "Trois Pucelles" et station froide de Seyssinet » sont un site géologique remarquable de 9,27 hectares. En 2014, ce site d'intérêt géomorphologique est classé « deux étoiles » à l'« Inventaire du patrimoine géologique ».

### Climat
Pour des articles plus généraux, voir Climat d'Auvergne-Rhône-Alpes et Climat de l'Isère.
En 2010, le climat de la commune est de type climat de montagne, selon une étude du Centre national de la recherche scientifique s'appuyant sur une série de données couvrant la période 1971-2000. En 2020, Météo-France publie une typologie des climats de la France métropolitaine dans laquelle la commune est exposée à un climat de montagne ou de marges de montagne et est dans la région climatique Alpes du nord, caractérisée par une pluviométrie annuelle de 1 200 à 1 500 mm, irrégulièrement répartie en été.
Pour la période 1971-2000, la température annuelle moyenne est de 7,9 °C, avec une amplitude thermique annuelle de 15,8 °C. Le cumul annuel moyen de précipitations est de 1 506 mm, avec 10,2 jours de précipitations en janvier et 8 jours en juillet. Pour la période 1991-2020, la température moyenne annuelle observée sur la station météorologique de Météo-France la plus proche, « Villard-de-Lans », sur la commune de Villard-de-Lans à 13 km à vol d'oiseau, est de 8,0 °C et le cumul annuel moyen de précipitations est de 1 270,0 mm,. Pour l'avenir, les paramètres climatiques de la commune estimés pour 2050 selon différents scénarios d'émission de gaz à effet de serre sont consultables sur un site dédié publié par Météo-France en novembre 2022.

### Hydrographie
Le territoire de Saint-Nizier n'est sillonné que par quelques rus ou ruisseaux de montagne.
- Le Bruyant (en limite des communes d'Engins et de Lans-en-Vercors,d'une longueur de 1,2 km[15].
- Le ruisseau du Bessay, d'une longueur de 1,3 km.
- Le ruisseau du Rivet, d'une longueur de 2 km.
- Le ruisseau du Bouteillard, d'une longueur de 1,5 km.

### Voies de communication
La commune est desservie par une route départementale, seule voie qui la relie avec le Vercors et l'agglomération du Vercors :
- La route départementale 106 (RD106) qui relie Méaudre à la RD6 à Fontaine (quartier de Saveuil), près de Grenoble, en passant par Seyssins. La RD 106b se sépare de la RD106 sur le territoire de la commune de Seyssinet-Pariset (hameau de Pariset), pour la rejoindre sur le territoire de cette même commune.

### Modes de transport

#### L'ancien tramway

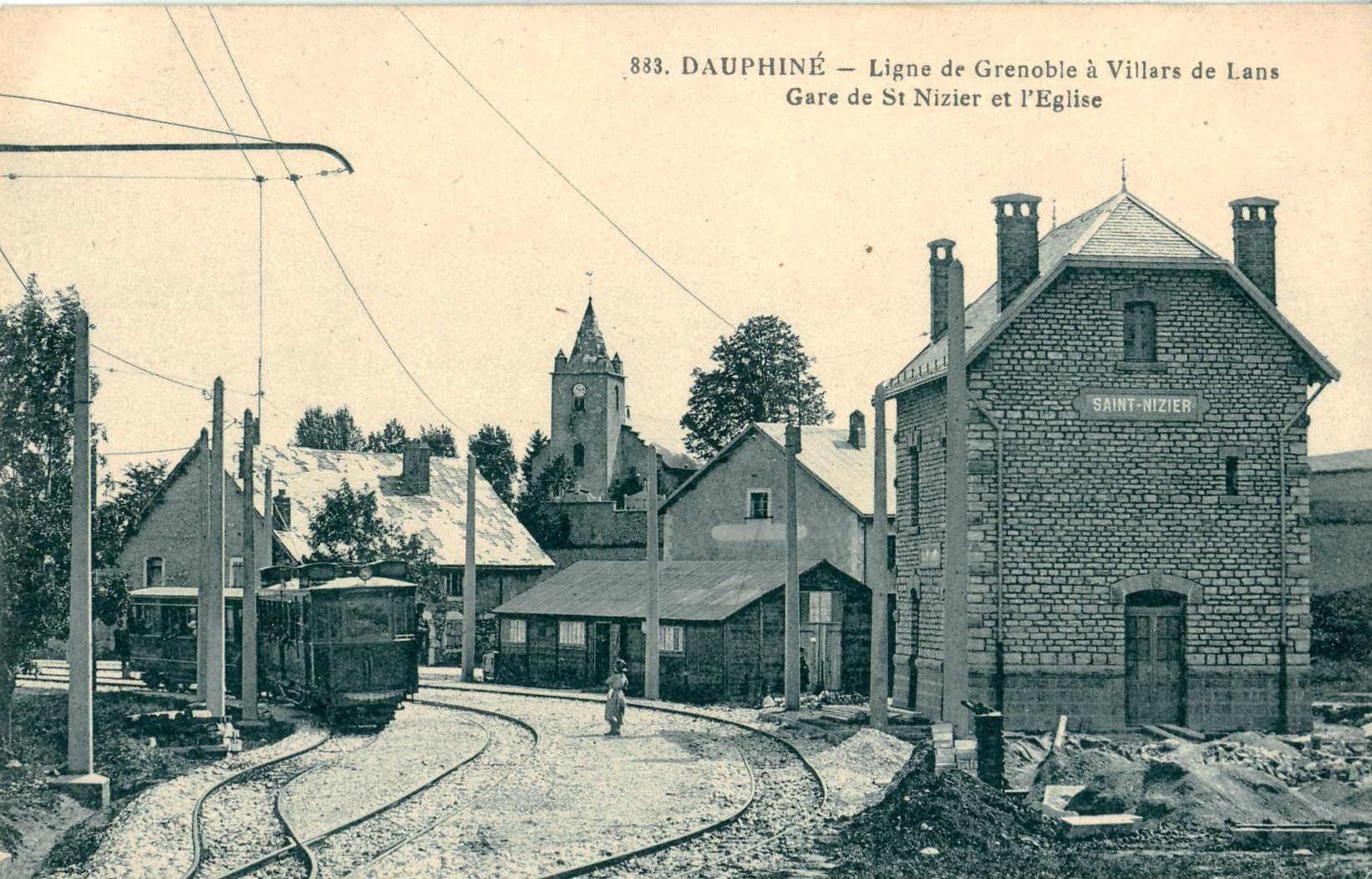
La gare de tramway de Saint-Nizier et l'église dans les années 1910.

La ligne de tramway de Grenoble à Villard-de-Lans fut un tramway français suburbain qui roula entre 1911 et 1949. Cette petite ligne locale relia donc, durant presque 40 ans, la vallée grenobloise aux plateaux du Vercors et servit notamment aux paysans locaux pour apporter une partie de leurs productions dans la vallée mais également trouver les produits qui leur manquaient. Cinq gares (Seyssins, Seyssinet-Pariset, La tour sans Venin - Saint-Nizier et Lans) en plus des terminus et des multiples autres haltes permettent l’accueil des voyageurs.
Les voies, les gares et le matériel roulant appartenaient au département de l’Isère, mais la ligne fut exploitée par la Société grenobloise de tramways électriques (SGTE), qui exploite par ailleurs le tramway grenoblois.
Peu avant la Seconde Guerre mondiale et pour faire face à des déficits d'exploitation chroniques, le Conseil général décida en 1938 de fermer la section rurale allant de Saint-Nizier/Lans/Villard-de-Lans, permettant encore au village d'être en lien direct avec la vallée, une correspondance bus étant assurée par les cars Huillier jusqu'à Villard-de-Lans.
La ligne est définitivement fermée le 1er avril 1949 et les autocars prennent le relais de cette ligne de tramway.

#### Transport routier

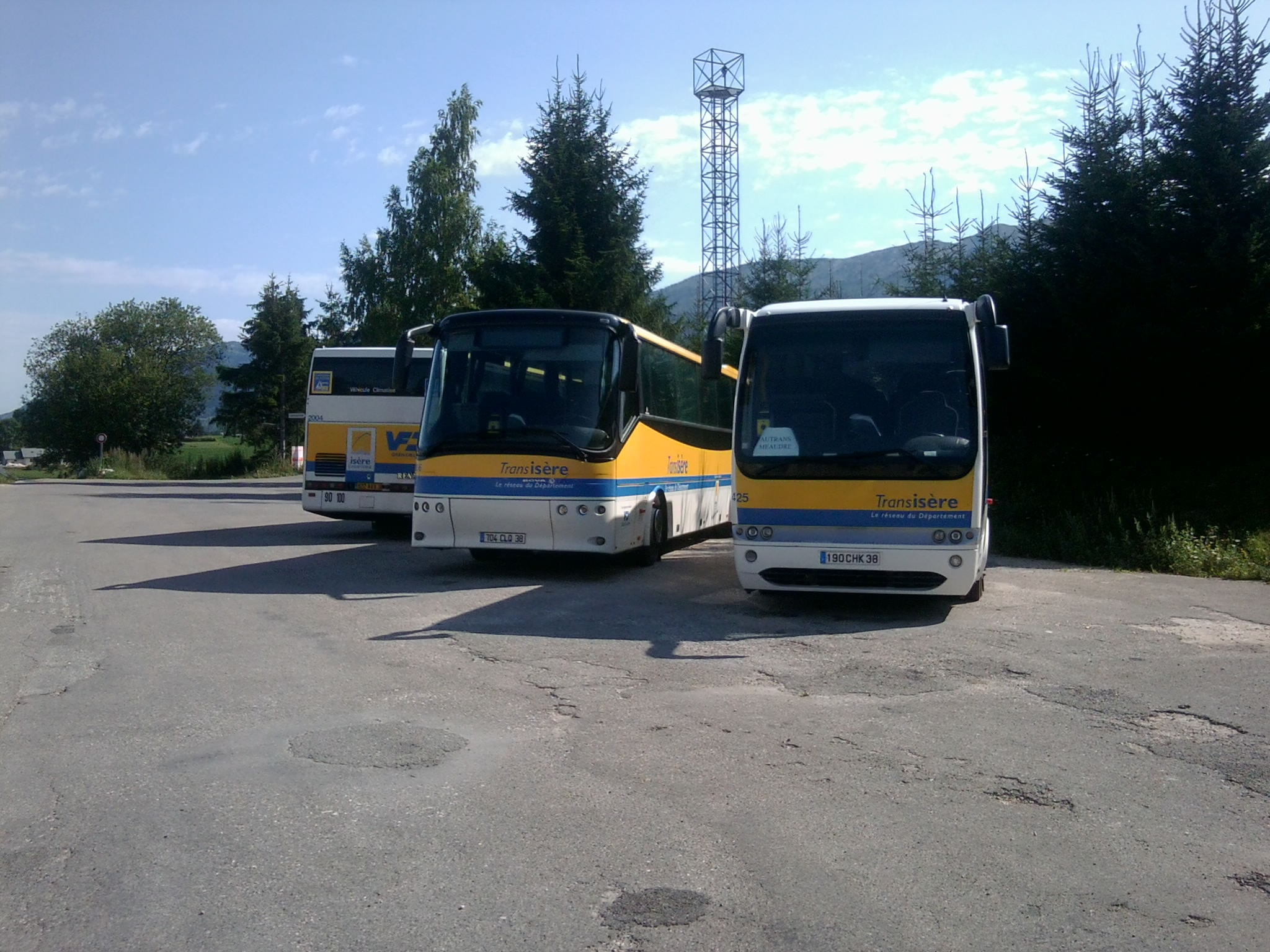
Autocars du VFD des lignes du Vercors.

En 2018, une ligne quotidienne d'autocars du réseau Cars Région Isère dessert le territoire Saint-Nizier-du-Moucherotte. L'arrêt principal est situé dans le bourg. Cette ligne va de Lans-en-Vercors à Grenoble et réalise deux à quatre allers-retours.
Le temps de liaison est comparable à celui d'un véhicule classique pour un même trajet, le nombre d'arrêts (non obligatoires, sauf à Lans, étant limité). Le réseau interurbain de l'Isère qui appartient à la région Auvergne-Rhône-Alpes est largement à la charge de la collectivité.

##### Transport ferroviaire
La gare ferroviaire la plus proche est la gare de Grenoble, située à environ 21 km de la commune. La liaison routière par autocar est directe depuis la commune.

##### Transport aérien
L'aéroport le plus proche est l'aéroport de Grenoble-Isère, situé à environ 61 km. Il existe depuis la commune une liaison routière par autocar pour cet aéroport Transisère mais en transitant par la gare routière de Grenoble.

## Urbanisme

### Typologie
Au 1er janvier 2024, Saint-Nizier-du-Moucherotte est catégorisée commune rurale à habitat dispersé, selon la nouvelle grille communale de densité à sept niveaux définie par l'Insee en 2022.
Elle est située hors unité urbaine. Par ailleurs la commune fait partie de l'aire d'attraction de Grenoble, dont elle est une commune de la couronne,. Cette aire, qui regroupe 204 communes, est catégorisée dans les aires de 700 000 habitants ou plus (hors Paris),.

### Occupation des sols
L'occupation des sols de la commune, telle qu'elle ressort de la base de données européenne d’occupation biophysique des sols Corine Land Cover (CLC), est marquée par l'importance des forêts et milieux semi-naturels (59,3 % en 2018), une proportion identique à celle de 1990 (59,3 %). La répartition détaillée en 2018 est la suivante : 
forêts (50,2 %), zones agricoles hétérogènes (22,5 %), prairies (14 %), milieux à végétation arbustive et/ou herbacée (7,3 %), zones urbanisées (4,3 %), espaces ouverts, sans ou avec peu de végétation (1,8 %). L'évolution de l’occupation des sols de la commune et de ses infrastructures peut être observée sur les différentes représentations cartographiques du territoire : la carte de Cassini (XVIIIe siècle), la carte d'état-major (1820-1866) et les cartes ou photos aériennes de l'IGN pour la période actuelle (1950 à aujourd'hui).

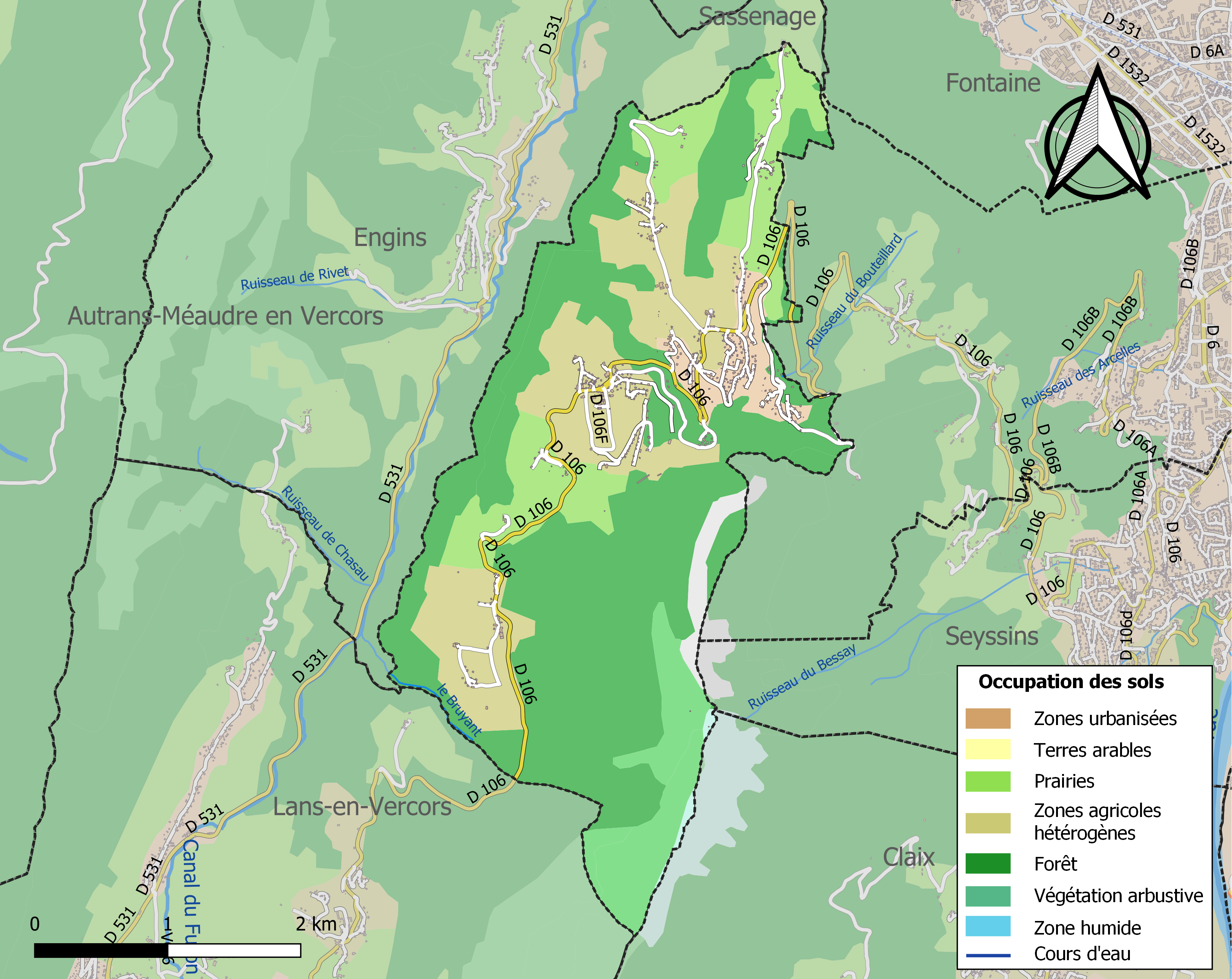
Carte des infrastructures et de l'occupation des sols de la commune en 2018 (CLC).

### Hameaux et lieux-dits
Voici, ci-dessous, la liste la plus complète possible des divers hameaux, quartiers, écarts, lieux-dits résidentiels urbains comme ruraux qui composent le territoire de la commune de Saint-Nizier-du-Moucherotte, présentés selon les références toponymiques fournies par le site géoportail de l'Institut géographique national.
| - Branda - Romanet - Charvet / Les Charvet - Les Michallons - La Chaussère - Rochetière - Arcelles - Les Volants - La Roche - Les Pucelles | - Le Mollard - Les Pinières - Le Goulet - La Roche - les Guillets - Pierregrainne - Le Mollarout - la Chaussère - Les Clots - La Jaille (Combe) | - Les Girauds - La Tour - Les Massues - Les Roux - Les Chamois - la Croix Ferrée - Les Volants - Château Gaillard - Le Sabot - Les Mures |

### Plan local d'urbanisme
Un PLU a été approuvé et adopté le 30 janvier 2014 par le conseil municipal de la commune. celui-ci concerne de nombreux points dont la lutte contre le changement climatique et l'environnement, les modifications du POS, les logements sociaux, le plan de prévention des risques naturels, les ressources en eau potable, l'assainissement, le patrimoine bâti ancien, etc...

### Risques naturels et technologiques

#### Risques sismiques
Le territoire de Saint-Nizier-du-Moucherotte est situé en zone de sismicité n°4 (sur une échelle de 1 à 5), comme la plupart des communes de son secteur géographique.
| Type de zone | Niveau            | Définitions (bâtiment à risque normal) |
| ------------ | ----------------- | -------------------------------------- |
| Zone 4       | Sismicité moyenne | accélération = 1,6 m/s2                |

## Toponymie

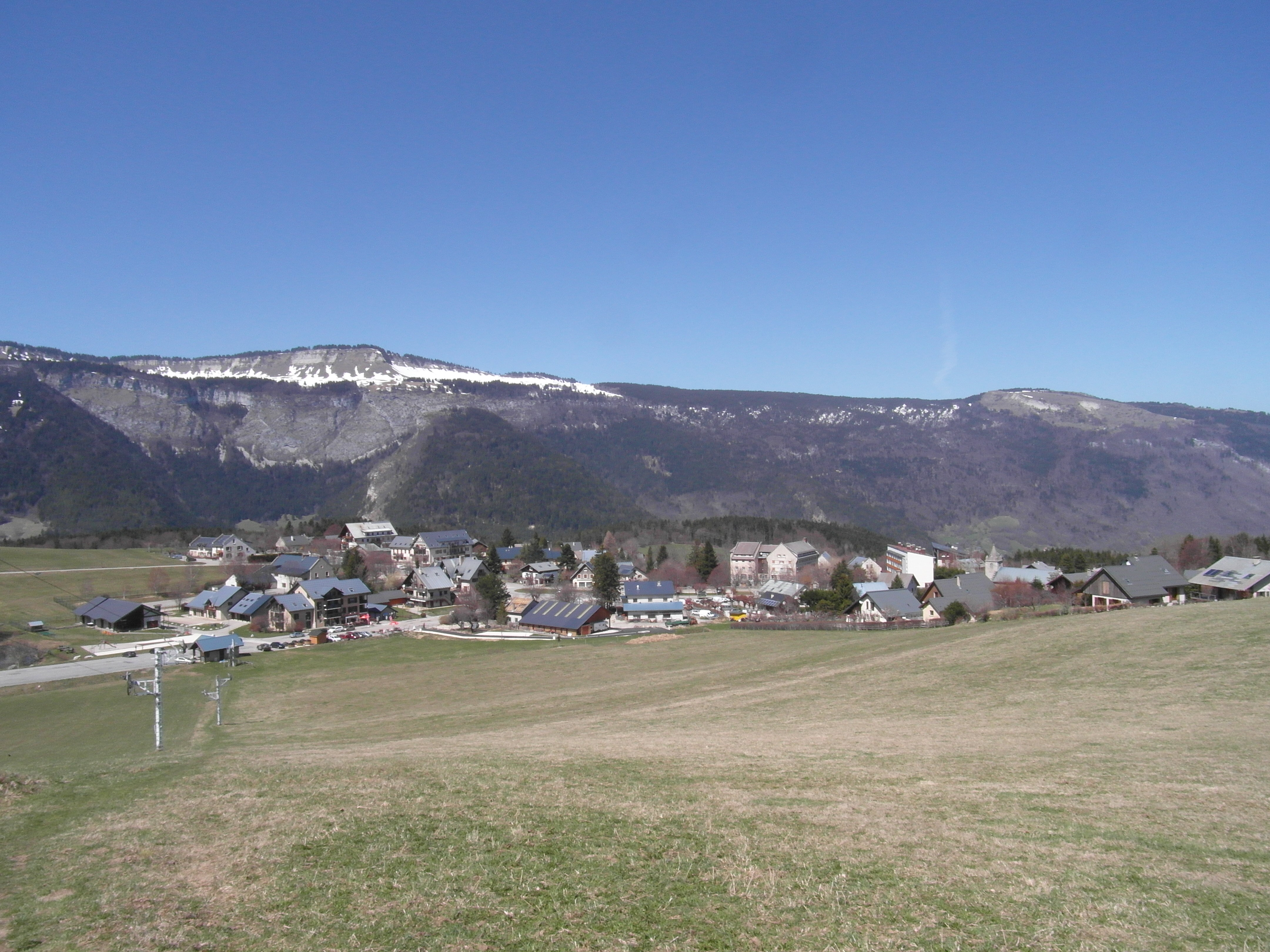
Bourg de Saint-Nizier depuis le hameau de la Roche.

La commune présente un double nom avec deux origines distinctes :
- Saint-Nizier

Il s'agit d'un personnage historique, celui de Nizier de Lyon, évêque de Lyon du VIe siècle (° 513 - † 2 avril 573) qui joua un grand rôle au niveau de l'église catholique à cette époque. Le village évoque donc son nom par le concours de sa canonisation par l'église et donc celui d'un saint chrétien, fêté le 2 avril.
- Moucherotte

Il s'agit d'un lieu géographique, celui du « Moucherotte », le sommet le plus oriental du Vercors. L'ancien nom de cette montagne est le « Pic de l'Aigle » et son nom actuel est lié à une confusion avec la Grande Moucherolle, sommet situé plus au sud, à la limite du territoire de Villard-de-Lans.
L'étymologie originelle se baserait sur le terme pré-latin *musk- « roche » avec double suffixe -ar-otta (ou -ar-ola pour la Moucherolle), tombés dans l'attraction du latin musca « mouche », pour expliquer le traitement phonétique irrégulier,

## Histoire

### Préhistoire
Selon l'encyclopédie intitulée, « Histoire des communes de l'Isère »", les vestiges les plus anciens de présence humaine découverts dans le val de Lans et le secteur des « Quatre-montagnes » remontent à l'épisode interglaciaire Riss-Würm (soit entre 120 000 et 80 000 ans avant notre ère) et exploitent les affleurements siliceux du val de Lans..

### Antiquité

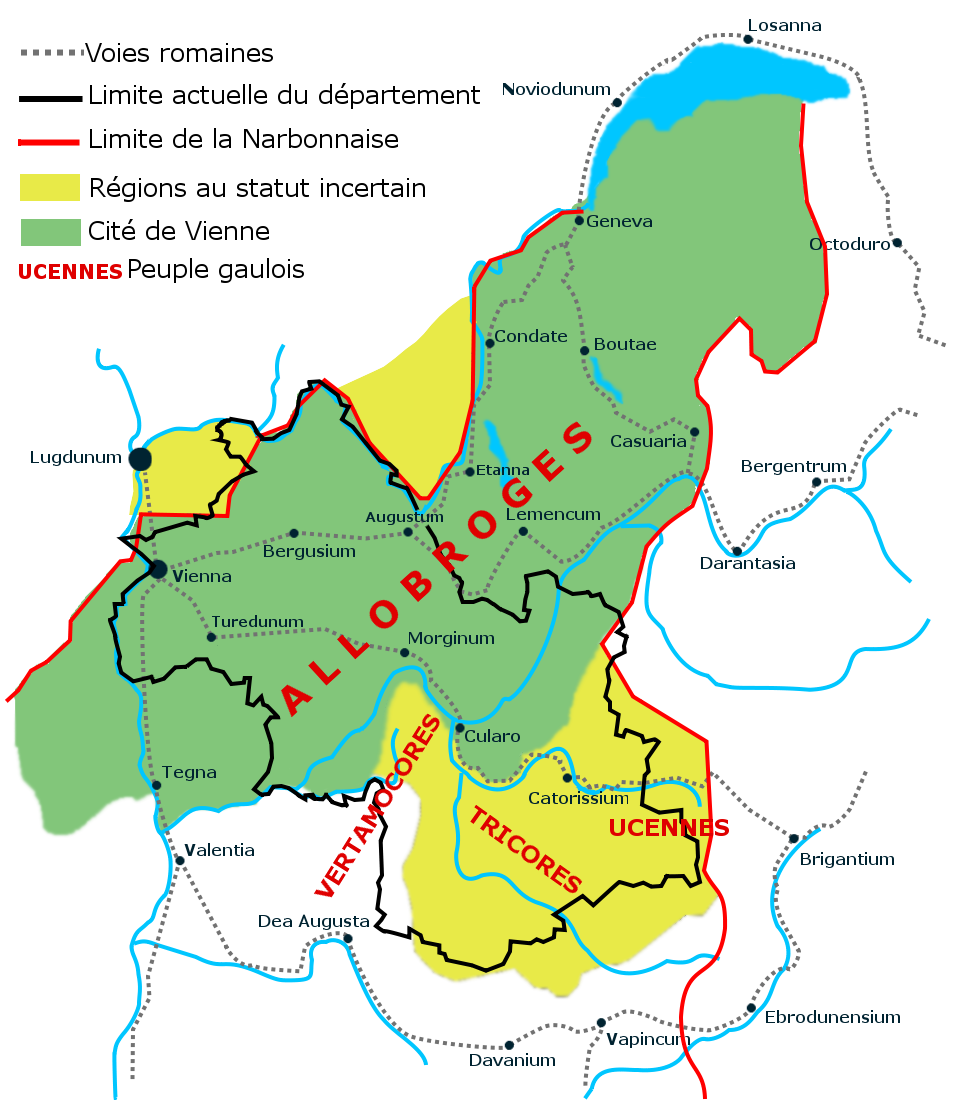
Carte de l'Allobrogie indiquant nommément le territoire des Vertacomocores.

Durant l'antiquité, un peuple  gaulois, très certainement d'origine celtique, les vertamocores, dépendant du peuple des voconces, s'installe dans les secteurs les plus accessibles du massif du Vercors.
C'est en se référant au nom de ce peuple que les géographes modernes (dont Raoul Blanchard) attribueront, plus tard, le nom de Vercors à l'ensemble de la région montagneuse qui entoure Villard-de-Lans et son canton, alors que ce nom était, à l'origine, limité au secteur drômois de La Chapelle-en-Vercors et de Saint-Agnan-en-Vercors. Le secteur des « Quatre montagnes », terme d'origine médiéval et conservé (généralement dans un but touristique) jusqu'à ce jour, correspond exactement au territoire de l'ancien canton de Villard-de-Lans, disparu en 2015.
Bien que situé à la limite du territoire des Allobroges, la tribu des vertacomores ne semble, cependant, n'avoir jamais été dépendant, voire soumis à cette grande tribu gauloise dont le domaine a toujours été situé au-delà de l'Isère.
Aucune trace d'une installation durable de ces peuples gaulois ne semble avoir été découverte par les archéologues, jusqu'à présent dans le secteur proprement dit des « Quatre montagnes » dont celui de Saint-Nizier. En ce qui concerne la présence romaine et gallo-romaine, il est archéologiquement attesté que des sites romains furent assez nombreux en périphérie du Vercors et sur les hauts plateaux, mais sans laisser, là non plus, de traces importantes, ni même visibles à Saint-Nizier ni même sur cette partie du plateau, à l'exception notable de quelques tuiles romaines (tegulae) découvertes sur le site de la grotte Vallier.

### Moyen Âge et Renaissance
Selon le site de la mairie, l’existence de la paroisse, en tant que simple hameau, remonte au XIe siècle comme peut en témoigner le clocher médiéval de la chapelle de montagne devenue église du village dédiée à saint Nizier de Lyon et présentant des pignons protégés de lauzes à l'instar de nombreuses maisons et fermes anciennes du Vercors septentrional.
Des vestiges médiévaux de la maison forte (ou château) de la Tour de Gravelle subsistent encore.

### Époque contemporaine

#### Naissance de la commune
À l’origine, la petite commune de Pariset se composait de trois parties bien distinctes mais reliées par un tramway : Seyssinet, Pariset et Saint-Nizier. Ces villages étant très éloignés les uns des autres, et les métiers très divergents, le conseil municipal étudia le projet de division de cette commune étendue en deux nouvelles.
En 1926, le projet est adopté à la majorité, deux communes doivent voir le jour : Seyssinet et Pariset-Saint-Nizier mais à la suite d’une nouvelle enquête, les nouveaux conseils municipaux remarquent que Pariset désire être rattachée à Seyssinet. Pour finir, c'est la loi no 1689 du 31 mars 1929 qui l'a créée par séparation de la commune de Pariset, qui devient Seyssinet-Pariset,, loi promulguée le 4 avril.
Dans les années 1930, la commune est gagnée par la mode du climatisme, à l'instar de ses deux voisines du plateau Lans et Villard. La création de maisons d'enfants et de beaux hôtels tels que le Grand Hôtel des Terrasses et le Touristic Hôtel attirent une clientèle recherchant l'air pur, réputé revigorant, des montagnes.

#### La Seconde Guerre mondiale et la Résistance
Le territoire de Saint-Nizier-du-Moucherotte a abrité l'un des maquis du Vercors, au pied du Moucherotte. C'est bien en évidence, dominant Grenoble où étaient postées les troupes allemandes, qu'un immense drapeau fut planté, en signe de provocation pour affirmer l'indépendance de la zone libre. La commune possède désormais un mémorial à la mémoire des évènements de juin et surtout de juillet 1944. Jean Prévost guidait les troupes de résistants dans le Vercors contre les Allemands. Celui-ci repose actuellement au Mémorial dressé en l'honneur des partisans de la liberté.
Le village a reçu en automne 1945 la médaille de la Résistance ; il est l'une des 17 communes de France qui furent ainsi distinguées (cf. Collectivité territoriale décorée de la médaille de la Résistance).
Saint-Nizier est également décoré avec l'étoile de bronze de la Croix de guerre 1939-1945, le 11 novembre 1948.

#### Les Trente glorieuses
De 1950 à 1970, le village était l’un des lieux privilégiés des Grenoblois venus trouver s'y ressourcer le dimanche, mais aussi un haut lieu de la jet-set de l’époque.

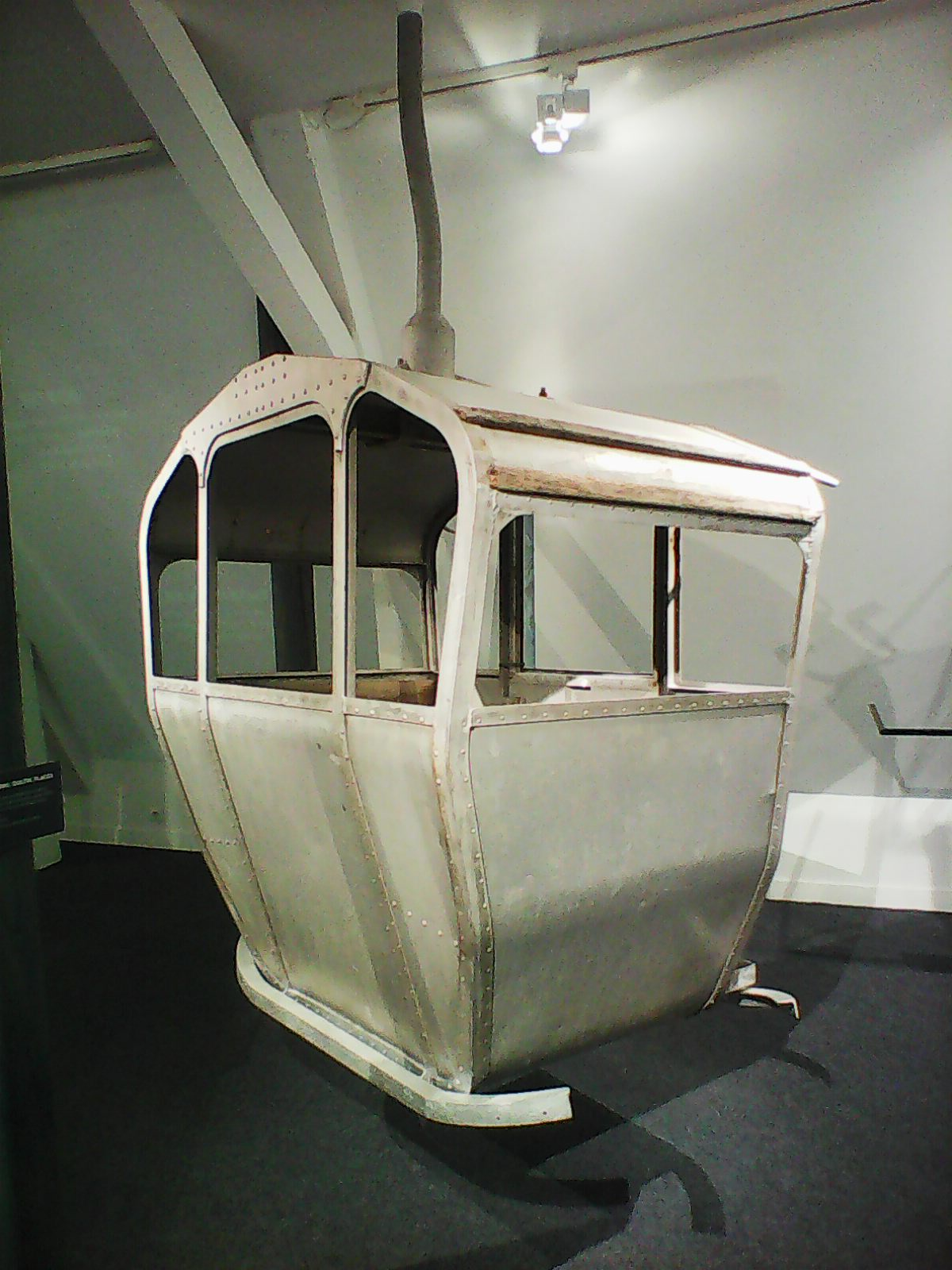
Ancienne cabine du Moucherotte au musée dauphinois.

Les équipements alors présents sur la commune, donnant accès à un panorama somptueux, étaient l’une des causes de la grande popularité du village. Il y eut jusqu’à la fin des années 1940 le tramway, nommé GVL (Grenoble - Villard-de-Lans), qui permettait un accès direct depuis la capitale des Alpes. Celui-ci fut démonté en 1950.
Ce qui attirait le plus de monde était sans doute le magnifique promontoire du Moucherotte, dominant l’agglomération de ses 1 901 m. À la fin des années 1950, M. Jean Zucchetta réalisa son rêve, celui de construire un hôtel au sommet du Moucherotte, qui serait desservi par un « téléférique »… avec un « f » comme « féérique ». L'appareil en question est finalement une télécabine, une des premières de France, et un des rares exemplaires produits par la société Applevage.
Le 3 mars 1956 est inaugurée la remontée mécanique, l’hôtel « l’Ermitage » ouvre ses portes en 1959. La télécabine et l'hôtel ont ensuite été abandonnés et sont tombés en ruine. Une récente opération de nettoyage du sommet du Moucherotte a rendu ce site à la nature.
Saint-Nizier-du-Moucherotte posséda dès cette époque sa propre station de ski (1 téléphérique dit « téléféérique » et 5 téléskis). À ce jour, seul un téléski débutants reste encore exploité à proximité du centre du village.

#### Les Jeux olympiques d'hiver de 1968
Les Jeux olympiques d'hiver de 1968, dont le site principal (et le village olympique) fut fixé à Grenoble, seront, dès le début, organisés et voulus par le général de Gaulle.
À l'instar de la commune voisine d'Autrans qui accueillera les épreuves olympiques de ski nordique et de biathlon, la commune de Saint-Nizier accueillera, à son tour, les épreuves de saut (grand tremplin) à ski des Jeux olympiques d'hiver de 1968 de Grenoble. Cette épreuve s'est déroulée le 18 février 1968 sur le tremplin du Dauphiné installé au-dessus du bourg, au pied des Trois Pucelles. L'épreuve a été remportée par le Soviétique Vladimir Belooussov, qui réalise le meilleur saut à 101,5 m.
Malgré des tentatives de réhabilitation, le tremplin s'est écroulé en grande partie et les gravas de béton ont été évacués quelques années plus tard. Le site est actuellement en état d'abandon. Cependant, depuis 2003, le tremplin olympique est labellisé « Patrimoine du XXe siècle » de l'Isère. Mais les restes sont définitivement vandalisés en 2010.

## Politique et administration

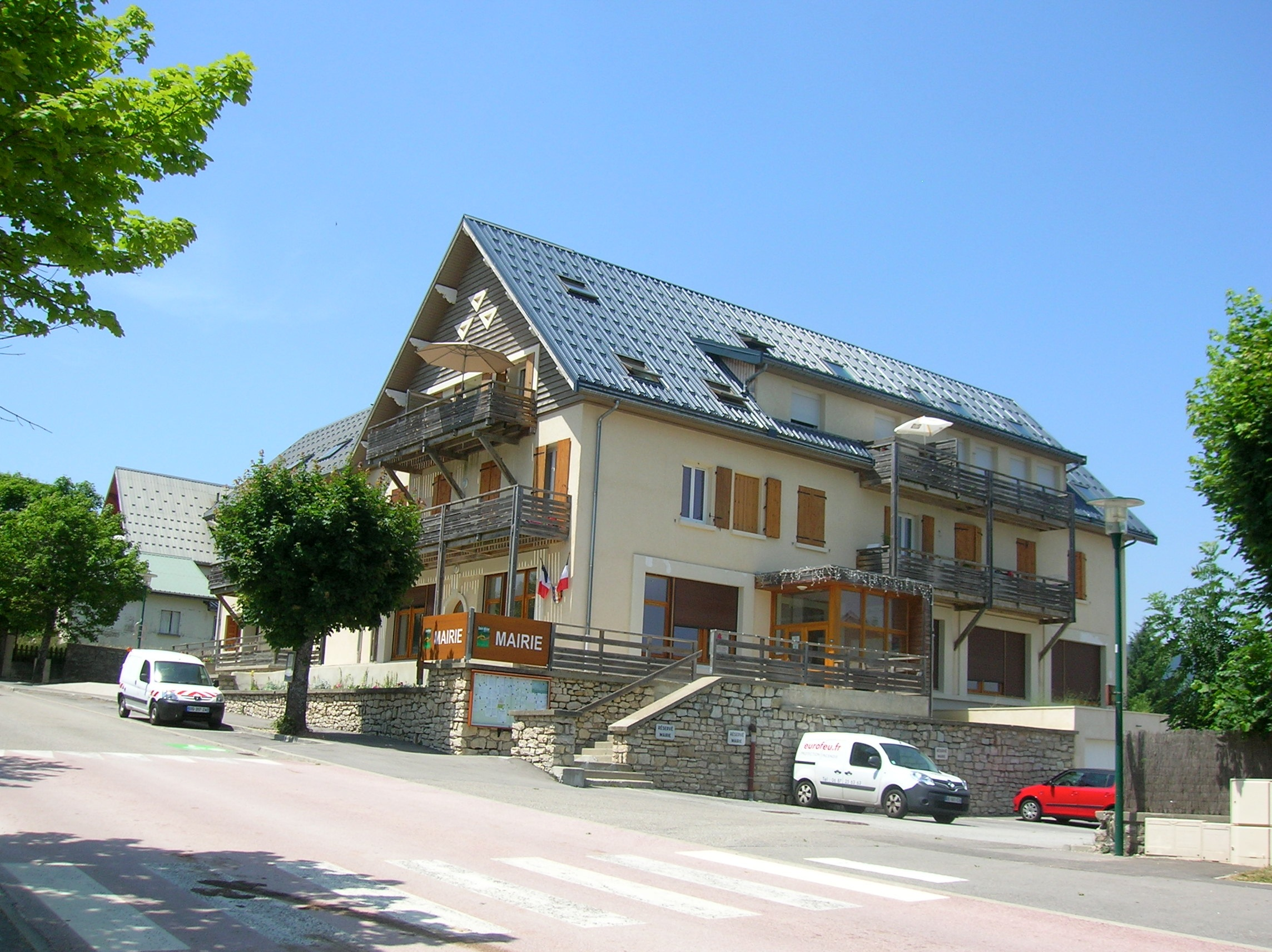
La mairie.

### Administration municipale
La commune compte entre 1 000 et 1 500 habitants. En conséquence, le conseil municipal de Saint-Nizier-du-Moucherotte est composé de quinze membres, soit huit hommes et sept femmes, dont un maire, quatre adjoints au maire et dix conseillers municipaux.
Depuis 2014, le maire de Saint-Nizier-du-Moucherotte est également le président de la communauté de communes du massif du Vercors.

### Maires
| Période                                  | Période  | Identité               | Étiquette | Qualité                                                  |
| ---------------------------------------- | -------- | ---------------------- | --------- | -------------------------------------------------------- |
| 1995                                     | 2001     | Claude Moreau          | SE        | Retraité                                                 |
| 2001                                     | En cours | Franck Girard-Carrabin | SE        | Chef d'entreprise Président de la Communauté de Communes |
| Les données manquantes sont à compléter. |          |                        |           |                                                          |

### Services publics
La commune dispose des services suivants gérés par celle-ci ou le conseil départemental :
- l'espace médical
- l'office de tourisme ;
- le centre de Première Intervention ;
- le centre d'entretien routier du conseil départemental de l'Isère[42].
- commerces, restaurants
- entreprises et artisans

### Jumelages
Selon le site de l'AFCCRE qui publie un annuaire des villes jumelées, consulté en juillet 2018, la commune de Saint-Nizier-du-Moucherotte n'est jumelée avec aucune commune ou collectivité, que ce soit en France ou dans un pays étranger.

## Population et société

### Démographie

#### Évolution démographique
L'évolution du nombre d'habitants est connue à travers les recensements de la population effectués dans la commune depuis 1931. Pour les communes de moins de 10 000 habitants, une enquête de recensement portant sur toute la population est réalisée tous les cinq ans, les populations de référence des années intermédiaires étant quant à elles estimées par interpolation ou extrapolation. Pour la commune, le premier recensement exhaustif entrant dans le cadre du nouveau dispositif a été réalisé en 2008.

En 2022, la commune comptait 1 132 habitants, en évolution de +2,44 % par rapport à 2016 (Isère : +3,07 %, France hors Mayotte : +2,11 %).
| 1931 | 1936 | 1946 | 1954 | 1962 | 1968 | 1975 | 1982 | 1990 |
| ---- | ---- | ---- | ---- | ---- | ---- | ---- | ---- | ---- |
| 223  | 206  | 171  | 225  | 192  | 207  | 277  | 484  | 575  |

| 1999 | 2006 | 2008  | 2013  | 2018  | 2022  | - | - | - |
| ---- | ---- | ----- | ----- | ----- | ----- | - | - | - |
| 805  | 964  | 1 010 | 1 108 | 1 092 | 1 132 | - | - | - |

#### Pyramide des âges
La population de la commune est relativement jeune.
En 2018, le taux de personnes d'un âge inférieur à 30 ans s'élève à 32,9 %, soit en dessous de la moyenne départementale (37,1 %). À l'inverse, le taux de personnes d'âge supérieur à 60 ans est de 20,2 % la même année, alors qu'il est de 23,9 % au niveau départemental.
En 2018, la commune comptait 560 hommes pour 532 femmes, soit un taux de 51,28 % d'hommes, largement supérieur au taux départemental (48,99 %).
Les pyramides des âges de la commune et du département s'établissent comme suit.
| Hommes | Classe d’âge | Femmes |
| ------ | ------------ | ------ |
| 0,4    | 90 ou +      | 0,6    |
| 4,8    | 75-89 ans    | 4,1    |
| 16,4   | 60-74 ans    | 14,1   |
| 26,3   | 45-59 ans    | 25,8   |
| 19,1   | 30-44 ans    | 22,7   |
| 13,4   | 15-29 ans    | 10,0   |
| 19,6   | 0-14 ans     | 22,7   |

| Hommes | Classe d’âge | Femmes |
| ------ | ------------ | ------ |
| 0,6    | 90 ou +      | 1,6    |
| 6,7    | 75-89 ans    | 8,7    |
| 15,3   | 60-74 ans    | 16,3   |
| 20,1   | 45-59 ans    | 19,6   |
| 18,8   | 30-44 ans    | 18,9   |
| 19     | 15-29 ans    | 17     |
| 19,4   | 0-14 ans     | 17,9   |

### Enseignement

#### Enseignement primaire
Rattaché à l'académie de Grenoble (Zone A), la commune compte une école élémentaire publique. Les bâtiments scolaires sont situés dans le village (le bourg) et présentait un effectif de 138 élèves pour l'année scolaire 2017/2018.

### Équipements social et culturel
- Une salle des fêtes (au village)
- Une bibliothèque municipale, située au premier étage du bâtiment de la salle des fêtes. Celle-ci est rattachée au réseau réseau médiathèques des villes et villages de la Communauté de communes du Massif du Vercors[50].

### Équipements sportifs

#### Sports d'hiver
La station de ski de Saint-Nizier-du-Moucherotte se situe dans le domaine alpin de Saint-Nizier/Lans-en-Vercors. Selon le site de ce domaine, la station propose un espace à destination des « familles et débutants », non loin du centre du village et comprend un téléski, deux pistes vertes et une piste de luge. Un parking pour les autos et les autocars se situent au pied de la station.

### Médias

#### Bulletin local
- CCMV Infos,

Le Bulletin intercommunal paraissant trois fois par an est distribuée dans les boites aux lettres par la communauté de communes du massif du Vercors.

#### Presse écrite
- le Dauphiné libéré

Le quotidien régional historique des Alpes tirant à grand tirage est Le Dauphiné libéré. Celui-ci consacre, chaque jour, y compris le dimanche, dans son édition dénommée « De l'agglomération au Vercors », un ou plusieurs articles à l'actualité de la ville et du canton de Fontaine-Vercors, ainsi que des informations sur les éventuelles manifestations locales, les travaux routiers, et autres événements divers à caractère local au niveau de la commune d'Engins.

#### Radios et télévision
En ce qui concerne la réception de la télévision, les habitants de la commune, équipés avec des appareils adéquats, peuvent recevoir les 22 chaines de la TNT, comprenant les deux éditions de France 3 : France 3 Alpes - Grenoble et France 3 Rhône-Alpes - Lyon, selon le numéro de la chaîne de télévision choisie.

### Cultes

#### Cultes catholique
La communauté catholique et l'église de Saint-Nizier (cependant propriété de la commune) dépend de « Paroisse La Croix de Valchevrière », en hommage à l'ancien hameau de Villard-de-Lans, témoin des combats de la Seconde Guerre mondiale qui épargnèrent une petite chapelle locale. Cette paroisse a été créée en l'an 2000 par le diocèse de Grenoble-Vienne. Ce secteur géographique de la vie religieuse catholique couvre l'ensemble les six communes de la communauté de communes.
Un site internet consacré à cette activité cultuelle permet de connaitre toutes les informations sur ce sujet. Ce site présente également l'aspect historique de cette activité.

#### Autres cultes
Une paroisse protestante, affiliée à la Fédération évangélique de France possède un temple dans la communauté de communes. Celui-ci est situé au hameau des Geymonds à Villard-de-Lans, sur la route de Lans-en-Vercors et de Saint-Nizier-du Moucherotte.

## Économie

### Le secteur touristique et les loisirs

#### L'office de tourisme

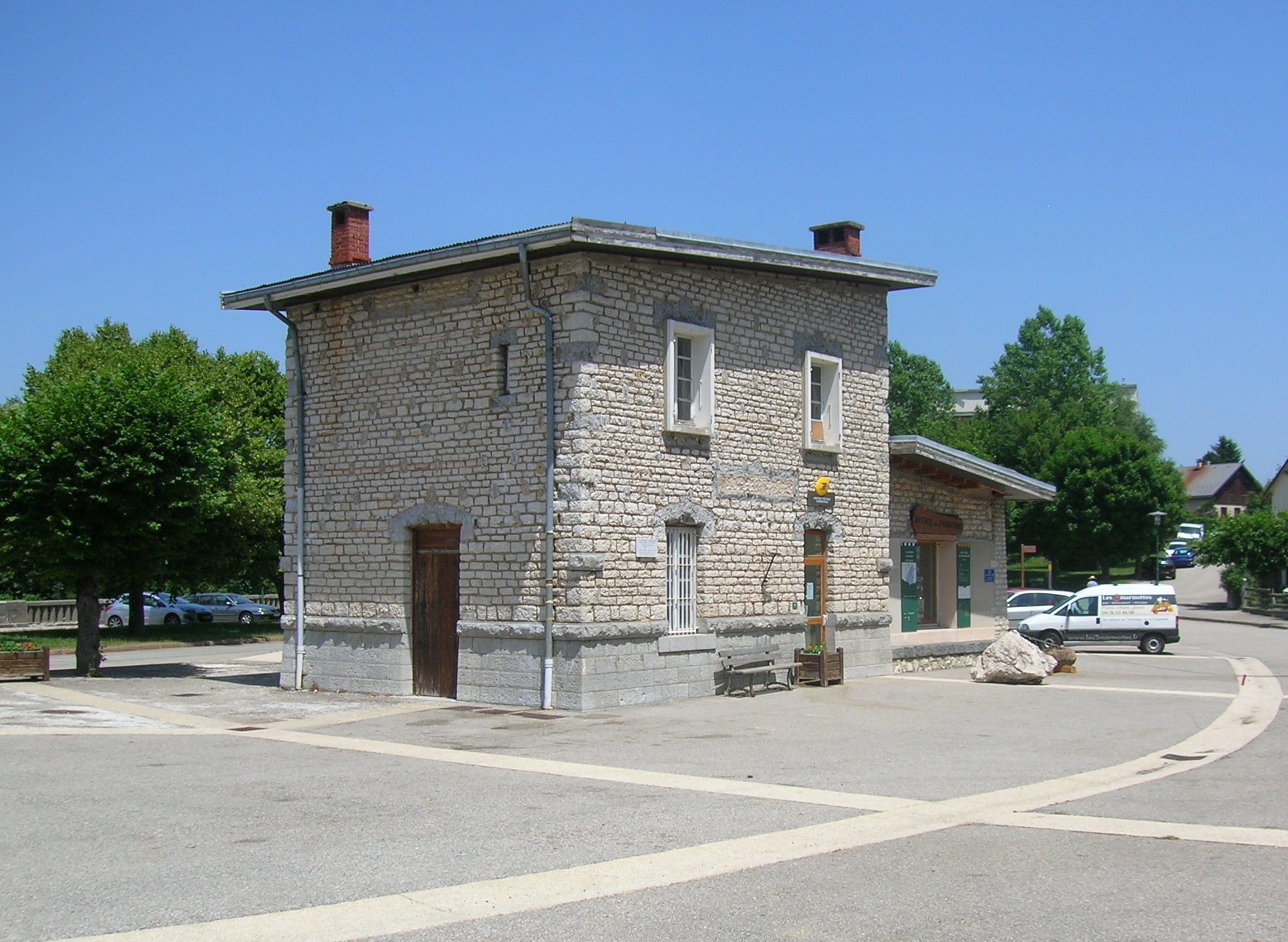
Office du tourisme et ancienne gare.

Localisé en plein cœur du village, en bordure de la route départementale qui relie Lans à Grenoble, le bureau de l'office de tourisme, situé dans l'ancienne gare de la ligne du tramway Grenoble - Villard-de-Lans se présente sous la forme d'un point d'information pour les touristes.
Fermé le dimanche, le bâtiment accueille une salle d'exposition consacrée à l'histoire de la Résistance en Vercors. Celui-ci accueille également un relais poste.

#### L'équipement touristique

##### Les sentiers de randonnées

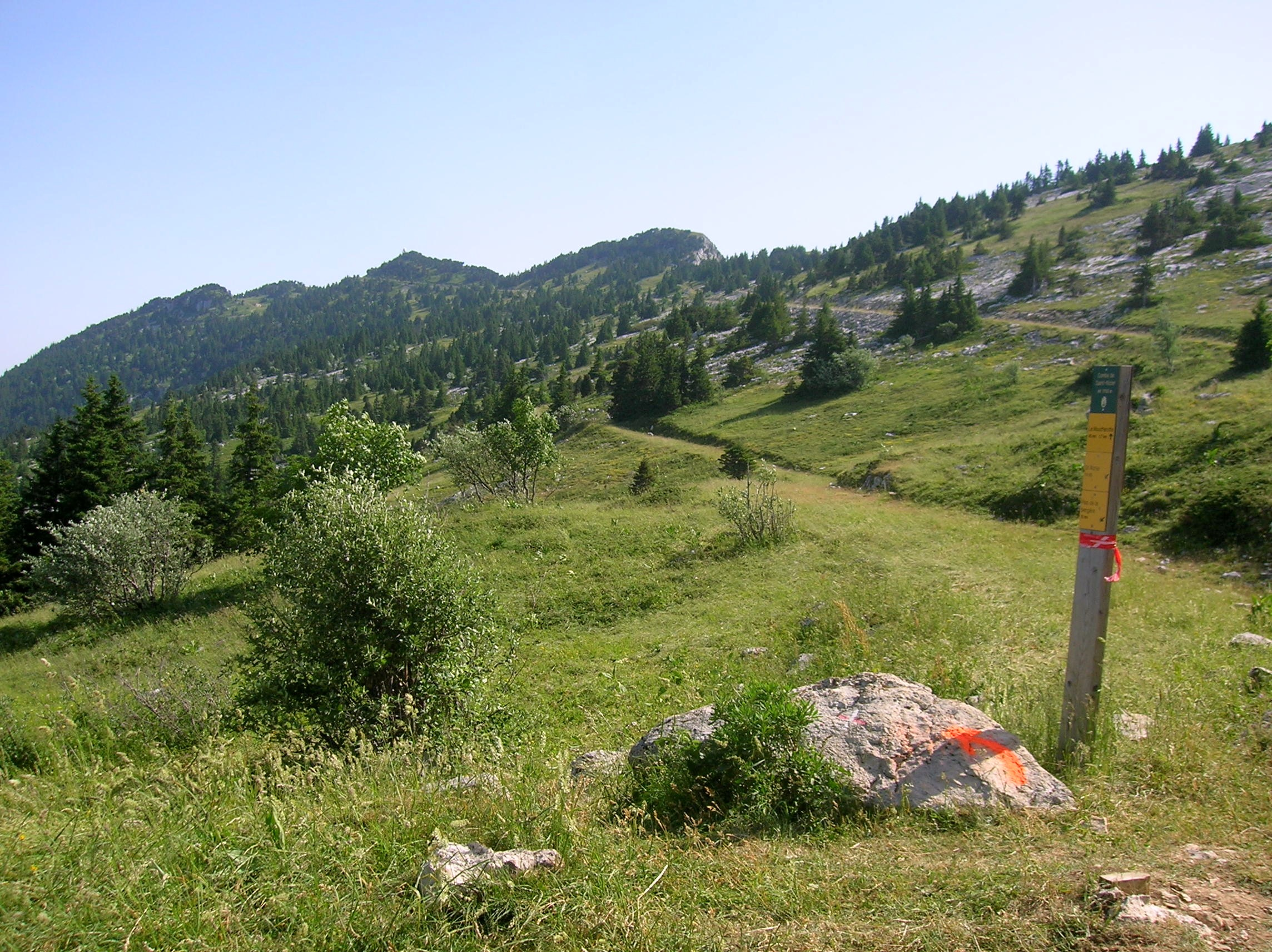
Le sentier balisé à la Combe de Saint-Nizier.

Le territoire communal est traversé par :
- le sentier de grande randonnée 9 ;
- le sentier de grande randonnée 91 ;
- le sentier de grande randonnée de pays : Tour des Quatre Montagnes.

## Culture locale et patrimoine

### Monuments et bâtiments notables
- L'église Saint-Nizier

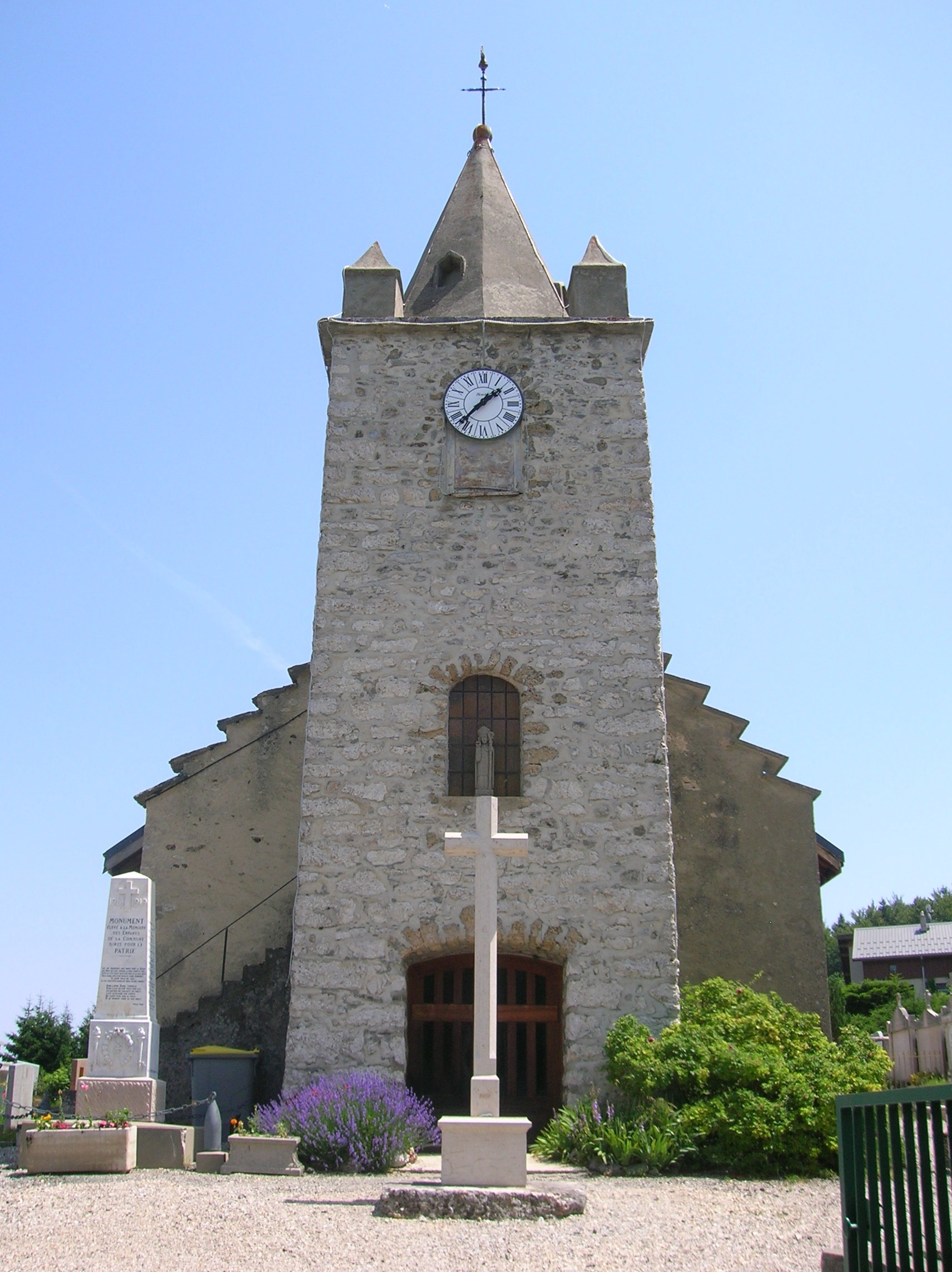
L'église Saint-Nizier.

Ancienne chapelle du hameau, l'église romane, devenue église paroissiale a été cité au XIe siècle et reconstruite au XIIe siècle. L'édifice est légèrement situé en amont du bourg, non loin du chemin du Belvédère.
Ce modeste bâtiment religieux catholique encore en usage en 2016, a gardé de cette époque le clocher-porche et le chœur à chevet plat. La période révolutionnaire ayant entraîné des dommages sérieux à l'édifice, celui fut reconstruit en grande partie en 1830 en conservant l'aspect originel (largeur des murs) mais en altérant le style original de l'église (partiellement repris en 1887).
Le décor intérieur date des années 1960 et le chemin de croix réalisé par le père Combet en 1964 est constitué en ceps de vigne et des branches d'érable sycomore.
- Le tremplin olympique

Le site du  tremplin olympique se positionne juste en dessous des Trois Pucelles. Il a été utilisé pendant les jeux olympiques d'hiver de 1968 pour les épreuves de ski combiné. Il mesure 90 m. Il est actuellement abandonné et écroulé, les gravas ayant été retirés.
- La table d'orientation

Cette table d'orientation, située non loin de l'église, sur le rebord même de la falaise permet d'admirer l'ensemble de la cuvette Grenoble située à près de 1000 mètres en contrebas, ainsi que les massifs montagneux de la Chartreuse et de Belledonne.
- Le Mémorial et la nécropole nationale de Saint-Nizier-du-Moucherotte

Le mémorial de Saint-Nizier-du-Moucherotte est un site national historique qui se situe à l'entrée de la route de Charvet, à environ 1 km du centre du village en direction de Seyssins.
Ce monument a été édifié pour accueillir les dépouilles et commémorer les résistants civils et les quelques militaires morts lors de la Seconde Guerre mondiale. Cet espace se situe sur le lieu même des combats qui se déroulèrent, entre le 13 et le 15 juin 1944 de ce qui fut la bataille du Vercors.
La nécropole Nationale rassemble les corps et la mémoire de 98 résistants, notamment de l'écrivain Jean Prévost (capitaine Goderville), d'Eugène Chavant (Clément) et de François Huet (Hervieux).

Différentes vues Nécropole de Saint-Nizier-du-Moucherotte
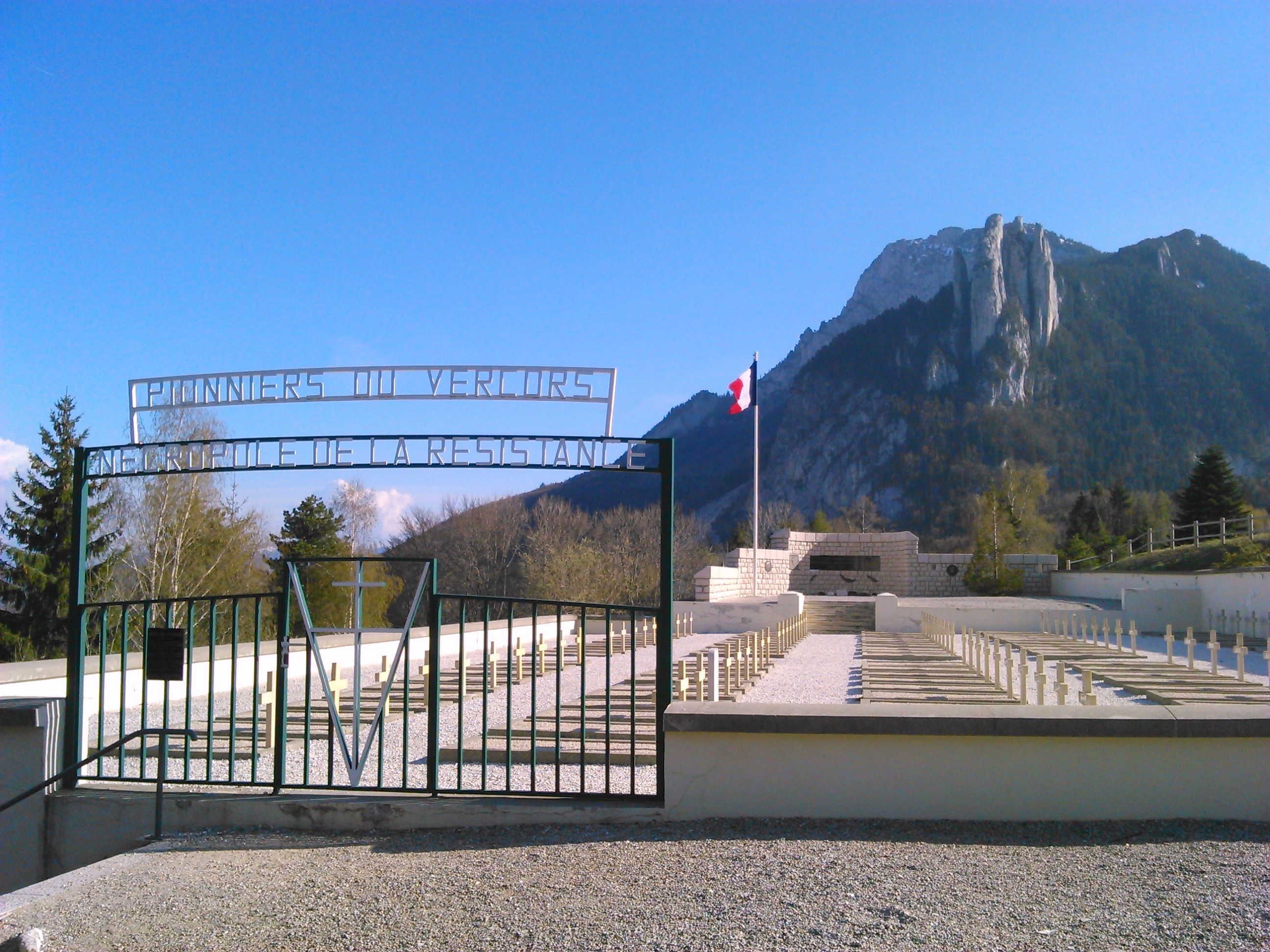
Entrée de la Nécropole.
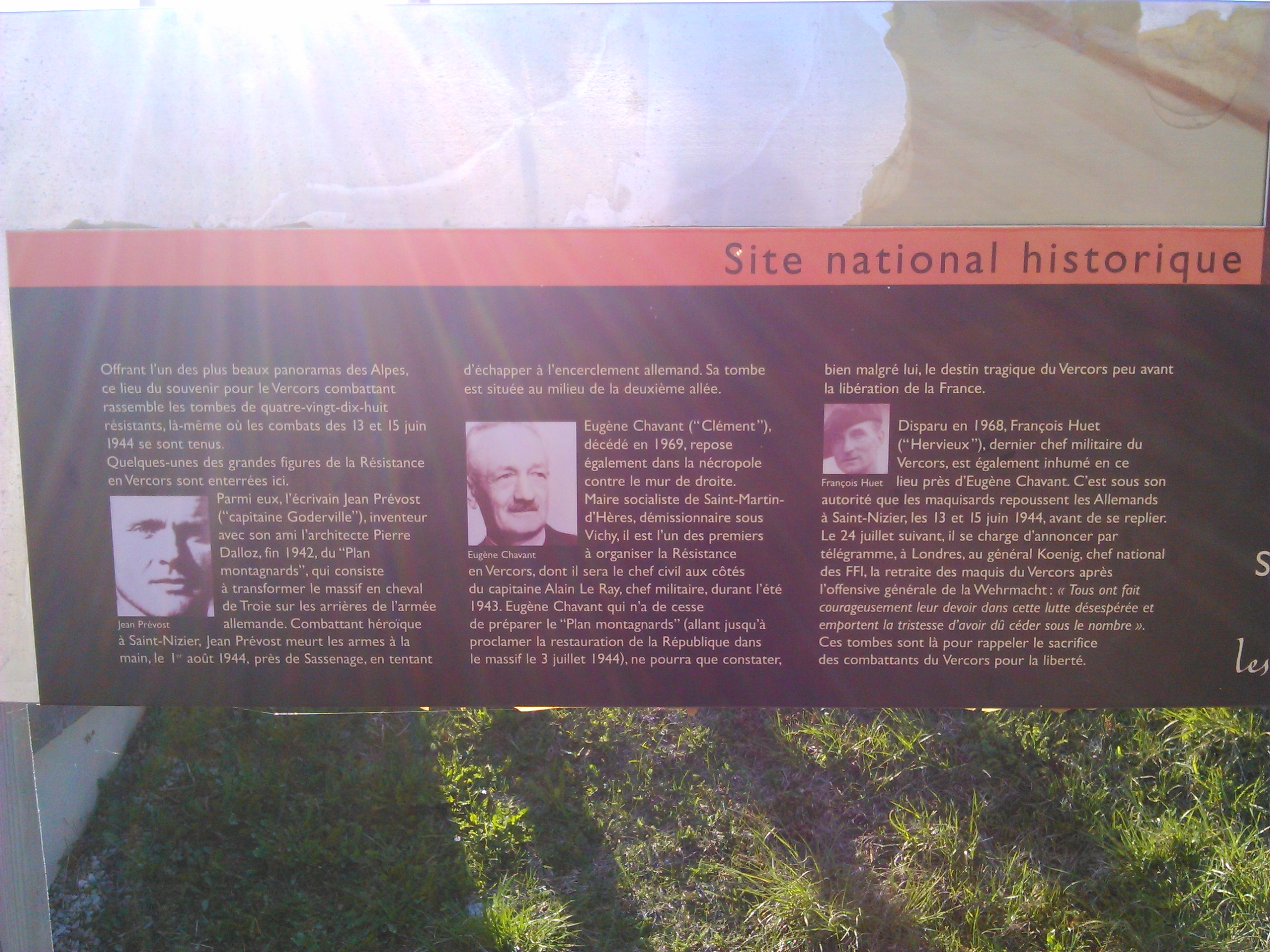
Panneau d'information de la nécropole (1).
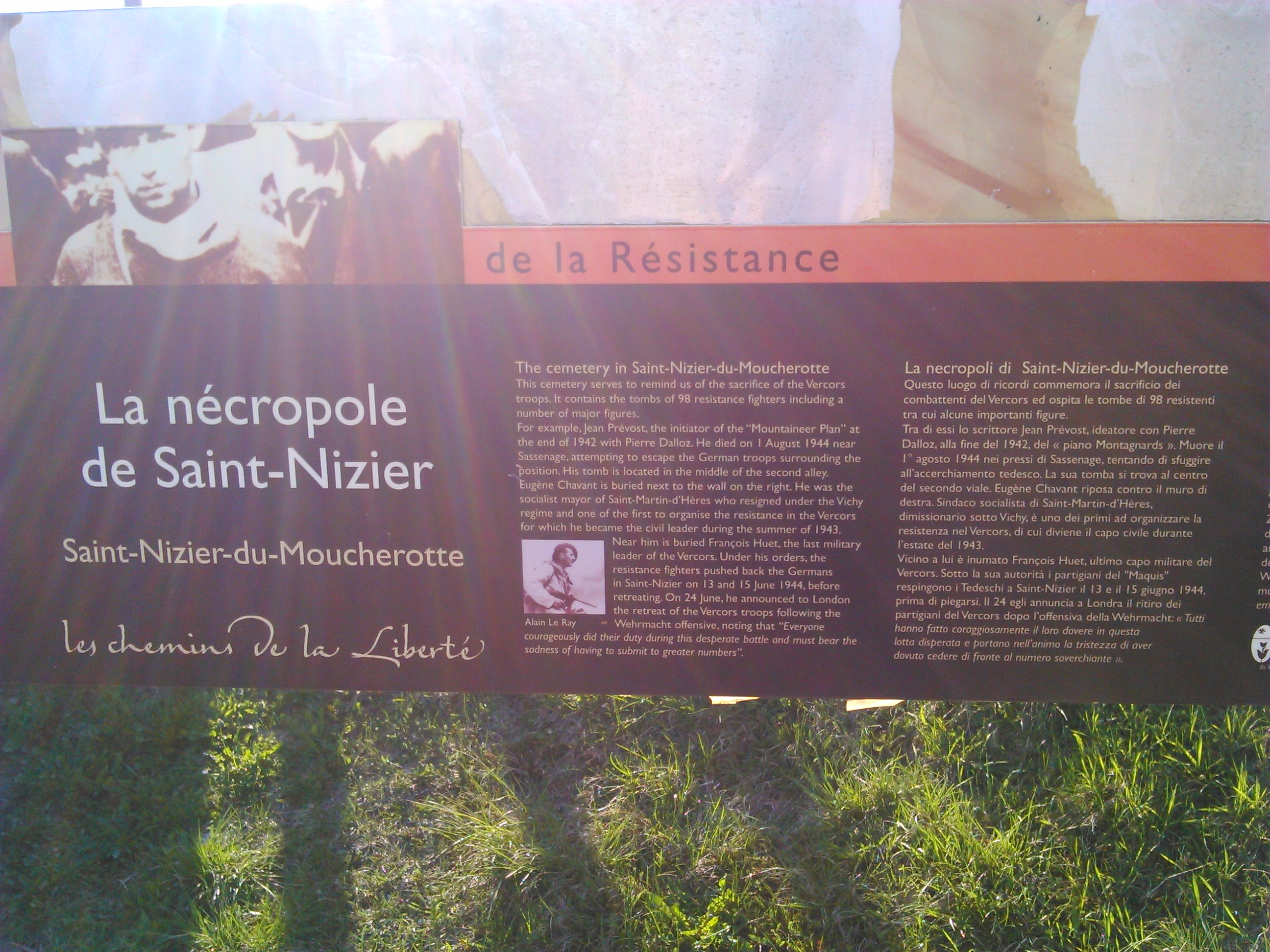
Panneau d'information de la nécropole (2).
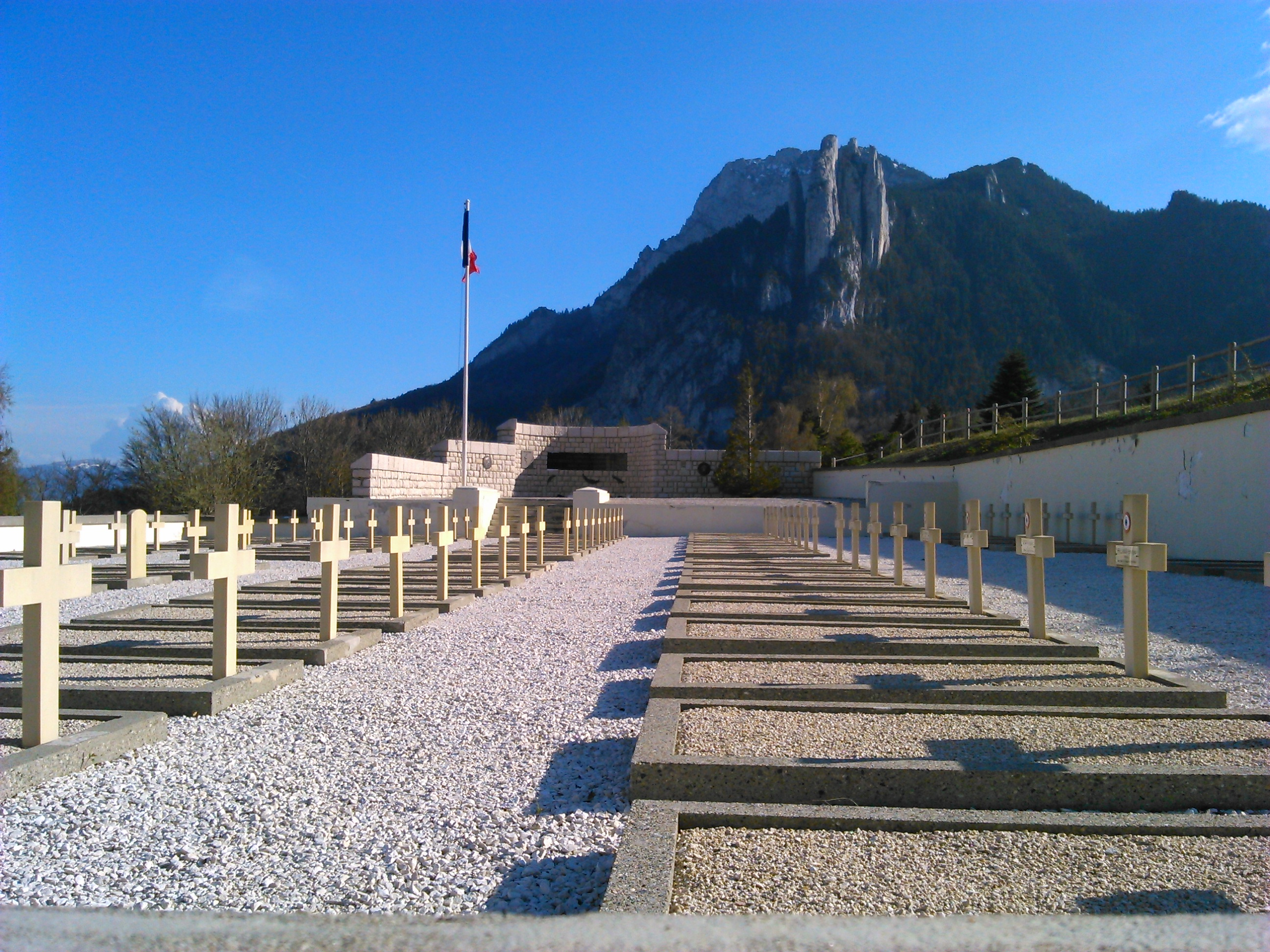
Site de la nécropole.
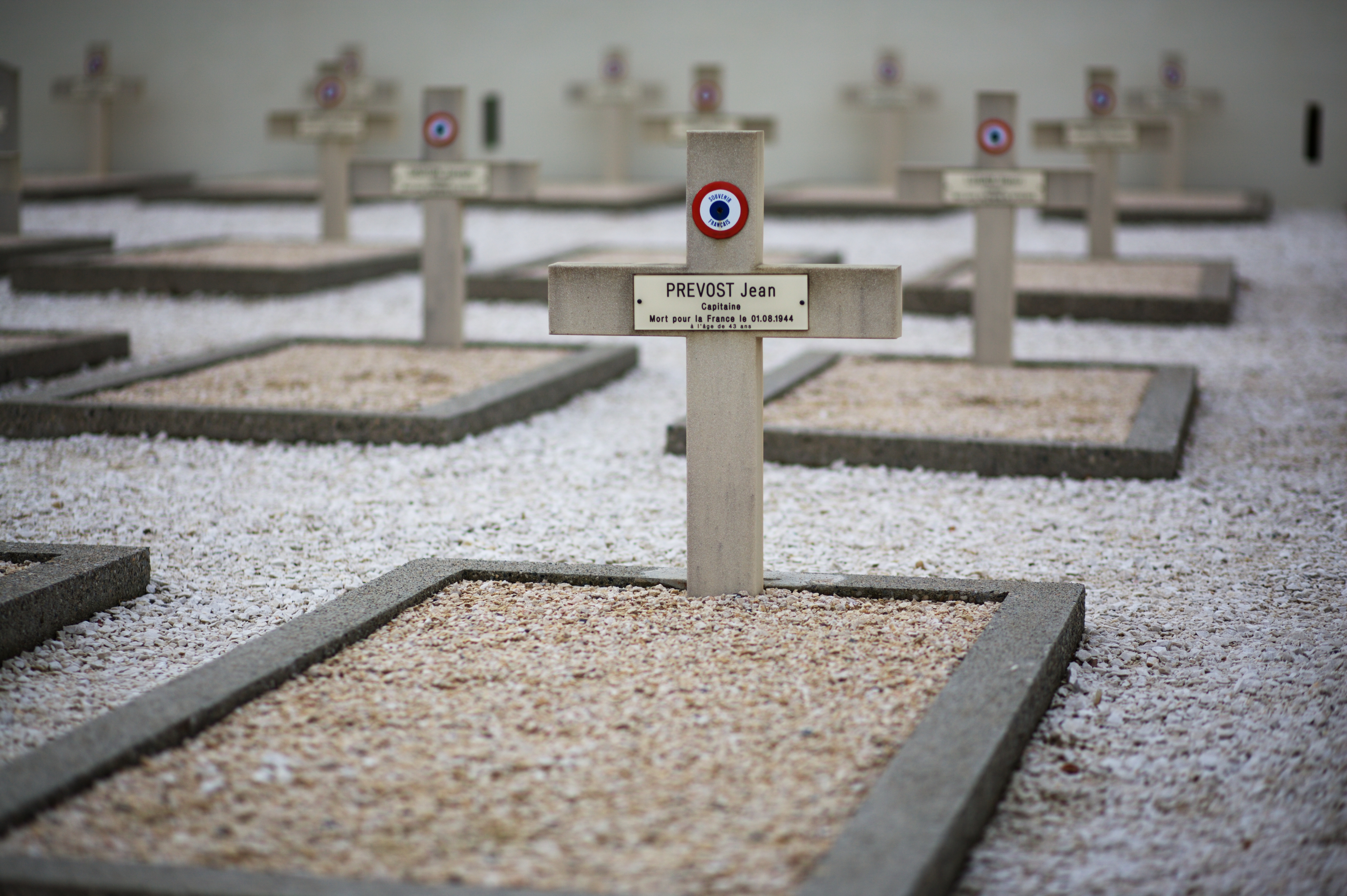
Tombe de Jean Prévost.

#### Autres lieux
Deux autres lieux de la commune sont à signaler :
- L'émetteur de Saint-Nizier-du-Moucherotte, est un émetteur d'ondes moyennes. Il émet le programme de France Info sur 1 404 kHz avec une puissance de 20 kW. Il utilise comme antenne un pylône isolé de la terre d'une hauteur de 109 m.
- La maison forte de la Tour de Gravelle, rares vestiges[32].

### Patrimoine culturel et traditions orale

#### Langue locale

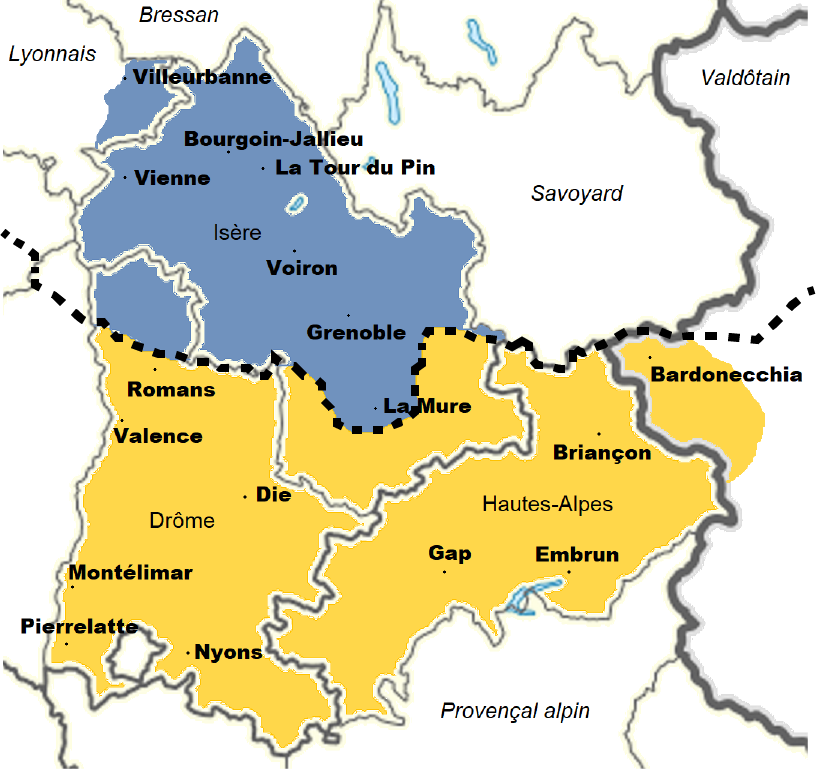
Carte linguistique du Dauphiné : Le dauphinois est un dialecte arpitan parlé dans le nord du Dauphiné. La moitié sud du Dauphiné est quant à elle du domaine linguistique de l'occitan et de son dialecte local, le vivaro-alpin.

Historiquement, la population de Saint-Nizier appartient donc entièrement au domaine des langues dites francoprovençales ou arpitanes, au même titre que les patois  savoyards, vaudois, Valdôtains, bressans et foréziens. (voir carte). La limite entre l'occitan et le francoprovençal est située à quelques kilomètres au sud du territoire communal, au niveau du territoire de la commune de Villard-de-Lans.
L'idée du terme, « francoprovençal », attribué à cette langue régionale parlée dans la quart de la France du Centre-Est différente du français, dit langue d'oil et de l'occitan, dit langue d'oc est l'œuvre du linguiste et patriote italien Graziadio Isaia Ascoli en 1873 qui en a identifié les caractéristiques.

#### Contes et légendes
Il existe encore quelques ouvrages qui relatent les contes et les légendes des différents secteurs du Vercors, y compris pour le pays des Quatre-Montagnes.
Le plus connu est un ouvrage notable consacré aux légendes du Dauphiné, fruit d'une recherche importante. Cette brochure assez volumineuse de 576 pages a été rédigée par Charles Joisten (1936-1981), ancien  conservateur du Musée dauphinois propriété du Département de l'Isère, situé à Grenoble, et qui relate, parmi les autres légendes, le bestiaire fantastique de ce secteur septentrional du Vercors.

### Patrimoine naturel géologique

#### Les «Trois Pucelles»

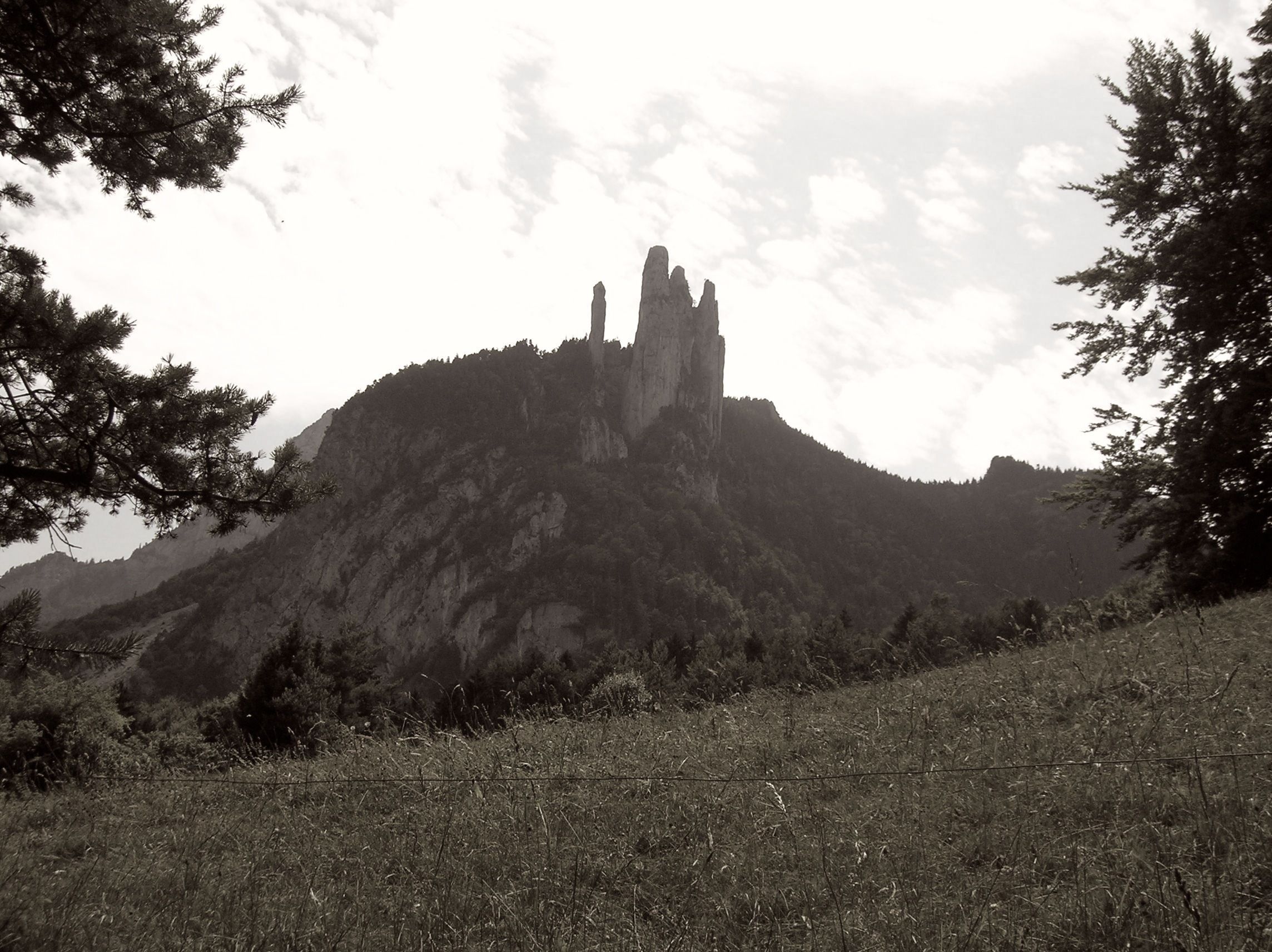
Les « Trois Pucelles ».

Ces formations calcaires en forme de flèches qui dominent le bourg de Saint-Nizier, dénommées localement « Trois pucelles », sont, en fait, au nombre de quatre (voir photo). Chacune des flèches sous ses quatre noms : Couteau, Dent Gérard, Grande Pucelle et Pucelle de Saint-Nizier.
Celles-ci sont visibles de la vallée et de la quasi-totalité de l'agglomération grenobloise.
La légende des Trois Pucelles est un des contes qui s'attache le plus à la commune, la version avancée par le site d'Isère Tourisme évoque, la mésaventure des trois filles du Seigneur de Naves, amoureuses de Roland de Roncevaux et qui furent transformées en pierre par l'empereur Charlemagne.

### Saint-Nizier dans les arts

#### Au cinéma

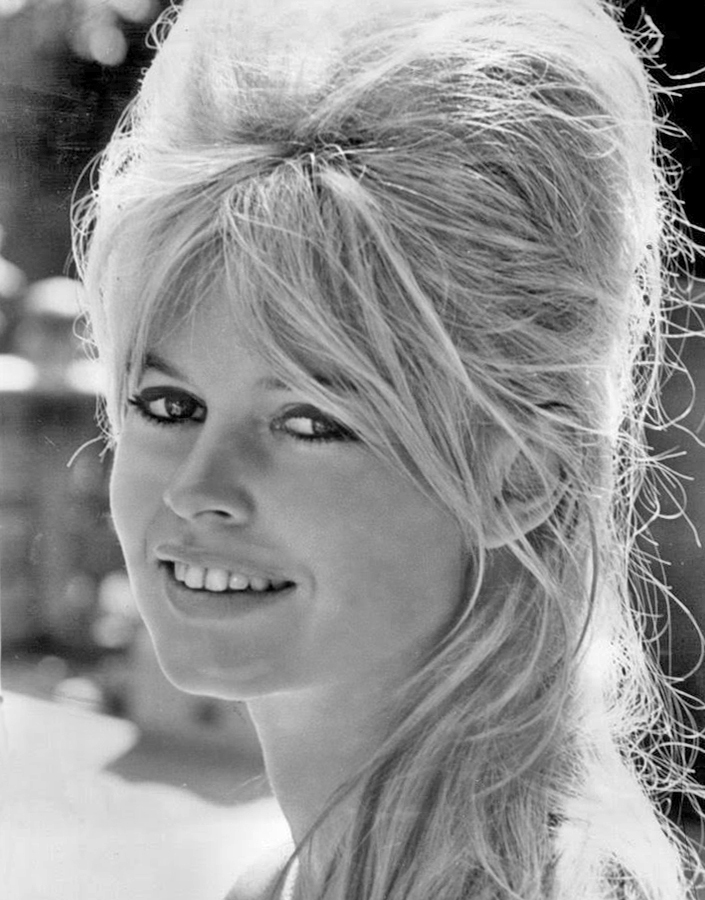
Brigitte Bardot en 1962.

- 1961 : La Bride sur le cou de Roger Vadim avec Brigitte Bardot

De nombreuses prise de vues ont été effectués dans l'ancien hôtel de l'ermitage, situé (à l'époque) au sommet du Moucherotte

### Sports
L'ascension de Saint-Nizier du Moucherotte fut au programme de la dernière partie de la 16e étape du Tour de France 2020. Lennard Kämna a franchi cette difficulté en tête.

### Personnalités liées à la commune
- Nizier de Lyon est le patron du village.
- Yann Pic, écrivain[63].
- l'acteur Thomas Cousseau, natif de la ville
- De nombreuses célébrités du cinéma et de la chanson, notamment Luis Mariano, Dalida, Charles Aznavour et Brigitte Bardot (à l'occasion d'un tournage) se sont rendus sur le territoire de la commune pour réserver un des chambres de l'hôtel L'Ermitage, situé sur le sommet du Moucherotte[64].

### Héraldique
|  | Saint-Nizier-du-Moucherotte possède des armoiries dont l'origine et le blasonnement exact ne sont pas disponibles. |

## Pour approfondir